# Chen Tianhua
Dans ce nom chinois, le nom de famille précède le nom personnel.
Chen Tianhua (chinois simplifié : 陈天华 ; chinois traditionnel : 陳天華 ; 1875 - 8 décembre 1905) était un révolutionnaire chinois né à Xinhua, dans la province du Hunan. Sa famille est constituée de paysans pauvres.

## Biographie

### Enfance et éducation
Chen ne démarre pas son éducation avant ses quinze ans. Il rejoint la nouvelle académie Qiushi dans sa ville natale de Xinhua au début des années 1890.

### Carrière politique
Après être diplômé à Shengyuan en 1902, Chen est soutenu par son université afin d'aller étudier au Japon en 1903, en bénéficiant d'une bourse gouvernementale. Il devient un politicien radical peu après son arrivée au Japon et écrit deux pamphlets qui deviennent populaires dans les milieux révolutionnaires : Un Regard en arrière soudain et Une Alarme pour se réveiller. Il retourne en Chine après sept mois et parvient à rejoindre un groupe révolutionnaire anti-Qing qui mène une insurrection à Changsha, dans la province du Hunan. Il est contraint de retourner à deux reprises au Japon après la fermeture de son journal, Liyu Bao, et après l'échec de insurrection planifiée contre les Qing.
En réponse à l'impérialisme russe et japonais en Mandchourie, il utilise son propre sang pour écrire une douzaine de lettres qui sont distribuées dans les écoles en Chine. Il devient éditeur du journal Le Quotidien du peuple et écrit une nouvelle appelée Le Rugissement du lion.
En mai 1903, il écrit une critique en deux parties dans le journal de Shanghai Subao intitulée Sur le Guanbao du Hunan corrompu et pourri. Il y critique le contenu de la gazette qu'il considère comme trop limité, promouvant doucement les essais et articles des autorités provinciales.
Il rejoint le Corps patriotique volontaire anti-russe, qu'il réorganise en 1903 en Quartier général du nationalisme avec Zou Rong. L'organisation évolue rapidement en association anti-mandchou pour l'éducation militaire nationale. Quelques mois plus tard, Chen retourne en Chine en tant que représentant de l'association de promotion de la révolution. Au début de l'année 1904, avec ses compagnons Huang Xing et Song Jiaoren, fonde la société secrète révolutionnaire Huaxinghui à Changsha. Il travaille avec les autres membres de la société à inciter les soulèvements armés contre les troupes Qing et les créations de nouvelles sociétés secrètes.
Il intègre les valeurs traditionnelles dans un modèle racial dans ses pamphlets, lus à travers la vallée du Yangzi. Il affirme que les hommes sont proches uniquement des membres de leur famille et que lorsque deux familles s'opposent chacun ne soutient que sa propre famille. Il affirme que la race Han est une grande famille et que l'Empereur jaune en est le plus grand ancêtre. Tous les autres qui ne sont pas Han sont dans des familles extérieures. Les termes de parents sont infusés dans une rhétorique raciale qui fait appel aux expressions émotionnelles. « Les sentiments raciaux débutent à la naissance. Pour les membres de leur propre race, il existe certainement une intimité et un amour mutuel : pour les membres d'une race étrangère, il existe certainement une sauvagerie mutuelle,,. »
En 1905, il aide le docteur Sun Yat-sen à fonder le Tongmenghui. Il se suicide dans la baie de Tokyo par noyade en protestation contre les restrictions japonaises imposées contre les étudiants activistes chinois en décembre 1905.